# Éric Fouassier
Éric Fouassier (Tours, Indre i Loira, França, 6 d'octubre de 1963), és un novel·lista francès, autor de diverses novel·les policíaques històriques. Igualment ha publicat una novel·la psicològica amb el pseudònim d'Yves Magne.

## Biografia
Doctor en dret i en farmàcia, Éric Fouassier és professor d'universitat i membre de l'Acadèmia nacional de farmàcia. Ha ocupat un lloc durant prop de vint anys en el si del Consell nacional de l'Orde dels farmacèutics
En literatura, després de diverses notícies publicades en revistes o col·lectius, fa aparèixer l'any 2005 el seu primer llibre, un recull de novel·les curtes titulat Entre genèse et chaos i signa l'any 2009 la seva primera novel·la, Morts thématiques. Amb aquesta aconsegueix el premi Plume de Glace al festival de novel·la policíaca de Serres-Chevalier l'any 2011. Autor eclèctic, Eric Fouassier alterna obres de literatura general, que signa des d'aleshores amb el pseudònim Yves Magne, i novel·les policíaques o novel·les policíaques històriques que signa amb el seu nom.
És secretari del Gran Premi literari de l'Acadèmia nacional de farmàcia i membre del jurat del premi Védrarias (concurs de novel·les). És també, d'altra banda, cavaller de la Legió d'Honor i oficial de les Palmes acadèmiques.

## Obra

### Novel·les

#### SèrieComandant Gaspard Cloux
- Morts thématiques (Pascal Galodé éditeurs, 2009)
- Rien qu'une belle perdue novel·la (Pascal Galodé éditeurs, 2011)

#### SèrieSans peur et sans reproche
- Bayard et le crime d'Amboise (Pascal Galodé éditeurs, 2012), reedició Éditions du Masque, coll. « Masque poche », 2017 ISBN 978-2-7024-4650-8
- Le Piège de verre (Éditions Jean-Claude Lattès, 2017), reedició Éditions du Masque, coll. « Masque poche », 2018
- Le Disparu de l'Hôtel-Dieu (Éditions Jean-Claude Lattès, 2018), reedició Éditions du Masque, col. "masque poche", 2019

#### SèrieLes Francs Royaumes
- Par deux fois tu mourras (Éditions Jean-Claude Lattès, 2019), reedició Éditions du Masque, col. « Masque poche », 2020
- La Fureur de Frédégonde (Éditions Jean-Claude Lattès, 2020)

#### Altres novel·les
- Le Traducteur (Pascal Galodé éditeurs, 2010)
- L’Effet Nocebo (Pascal Galodé éditeurs, 2014)

#### Novel·la signada per Yves Magne
- Et puis le silence (Éditions Jean-Claude Lattès, 2017)

### Reculls de novel·les curtes
- Entre genèse et chaos (éditions Editinter, 2005)
- Petits désordres familiers (éditions D'un Noir Si Bleu, 2008)
- Les Teignes (éditions D'un Noir Si Bleu, 2010)

## Premis i guardons
- 2004 : premi de la ciutat de Castres / L'Encrier per a la novel·la Bienvenue
- 2005 : premi de Val de Seine per Entre genèse et chaos
- 2011 : guanyador del Festival de la Plume de Glace per la seva novel·la Morts thématiques
- 2011 : premi literari salondulivre.net per a Le Traducteur